# Cartagena (Chile)
Cartagena es una comuna y ciudad balneario ubicada en el litoral central de Chile. Hace parte de la provincia de San Antonio en la región de Valparaíso. Integra el distrito electoral N.º 7 y la 6.ª circunscripción senatorial (Valparaíso). Su actual alcaldesa es Lidia García.

## Historia
La zona ha estado poblada desde hace aproximadamente 12000 años. La cultura Bato y la Llolleo y posteriormente la Cultura Aconcagua ocuparon sucesivamente esta zona. El nombre mapudungún era Gayuipin.
El territorio donde se emplaza la comuna de Cartagena pertenecía al jefe de los aborígenes changos, llamado Huechún, de los denominados hombres de los conchales. En 1542, Pedro de Valdivia entrega estas tierras como mercedes al portugués Antonio Núñez de Fonseca, quien pasa a ser propietario del actual puerto de San Antonio, llamado entonces San Antonio de las Bodegas y Puerto Nuevo de Cartagena. Allí construye bodegas y embarcaderos para exportar los productos agrícolas provenientes de otras regiones, dando comienzo a la primera actividad de la región. En el año 1611, estas tierras pasaron a manos de Sánchez de Olaisa y posteriormente fueron vendidas a Juan Cartagena y Rodríguez, quien se convirtió en dueño de tierras que incluían tanto San Antonio, como la Estancia la Mar, actual Cartagena.
En el siglo XVII, la zona aledaña al pueblo se convierte en gran productora de trigo, que es embarcado a Perú y España a través del puerto de Cartagena. Acorde con su condición de importante centro agrario, la región costera del valle central es cuna de una creciente burguesía criolla, que recibe tierras por encomienda y herencias estableciendo haciendas a lo largo del valle del río Loa, la zona de Melipilla y, hacia el sur, San Fernando y Curicó.
Tras la Independencia, en la segunda década del siglo XIX la cultura europeizante de la clase ilustrada se potencia con la integración en la sociedad chilena de británicos, franceses, alemanes, imprimiendo el sello europeo en la característica arquitectura que identifica a los balnearios chilenos. En 1850 Cartagena se perfila como el balneario de Santiago, y la gente comienza a comprar casas de veraneo. El tren llegaba hasta Leyda, y desde ahí continuaban en carreta con bueyes.
El centro administrativo, eclesiástico y social de Cartagena era la localidad de Lo Abarca, a 7 kilómetros del balneario de Cartagena. Estos parajes, denominados Playas de Cartagena, servían de paseo a los enamorados.
No fueron estos lugares los más importantes para que los habitara la gente, porque estaban a merced de los ataques de corsarios y piratas que asolaban las costas de Chile. Las tierras de zona de Lo Abarca pertenecían a Juan de Cartagena y después fueron heredadas por su hija Agustina, quien se casó con el capitán Juan de Lo Abarca. Los lugareños de Cartagena, convertida en fortaleza natural contra los aventureros del mar, vivían principalmente de la recolección de mariscos como sus antepasados y ahora obtuvieron otras faenas como fabricar pan.

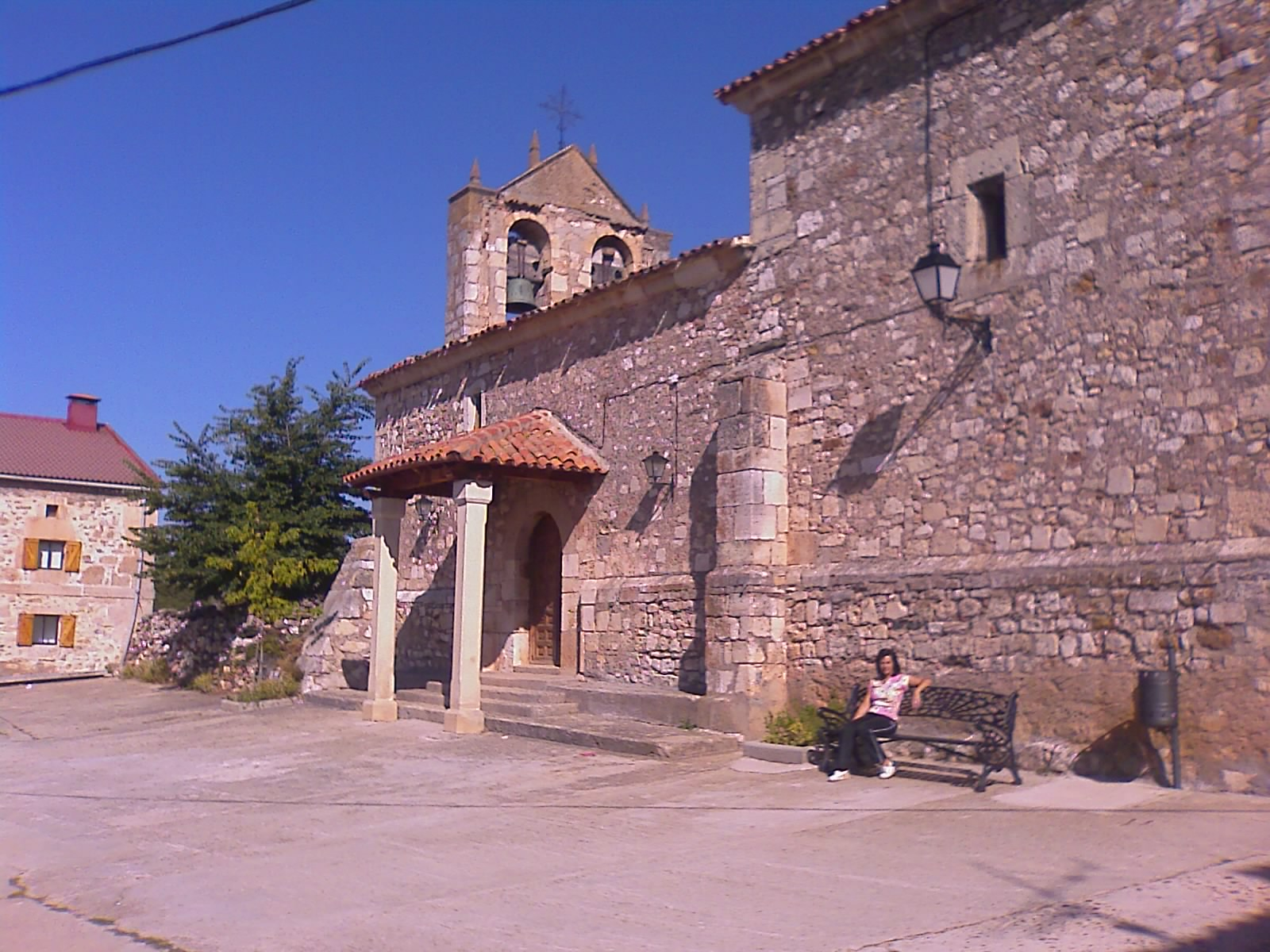
Iglesia parroquial ubicada en la plaza.

A mediados del siglo XIX comienza a consolidarse la ciudad, por las bondades del clima. Comienzan a construirse grandes mansiones señoriales, con materiales traídos desde Francia. Desde el Reino Unido se importaba el cemento y artefactos sanitarios, los pisos y envigados se armaban de roble americano, los tejas y tejados son importados y elaborados por destacados artesanos nacionales. Aproximadamente en 1870, empiezan a llegar los primeros veraneantes a Cartagena y la caleta de pescadores se transforma en balneario. 
Entre 1890 y 1930 la ciudad vive su época de gloria. El fortalecimiento de la economía tras la guerra del Pacífico impulsa un rápido crecimiento de todos los balnearios situados en la zona central, en tanto que Valparaíso se consolida como puerto y centro comercial. Tras la muerte del presidente José Manuel Balmaceda, Cartagena se identifica con la intelectualidad liberal y laica, en contraste con el conservadurismo católico.
En Cartagena, se instaló la aristocracia santiaguina, familias ligadas a la política, al comercio y el arte. Entre los notables de la época que vivieron o pasaron largas temporadas en Cartagena cabe señalar a José Francisco Fabres, Ramón Valdivieso, José Pedro Alessandri, Pedro Aguirre Cerda, Ramón Barros Luco, Josefina Nieto de Gallardo. En las artes, Luis Enrique Délano, Adolfo Couve Blasco Ibáñez, y el célebre poeta, Vicente Huidobro, padre del creacionismo, entre otros.

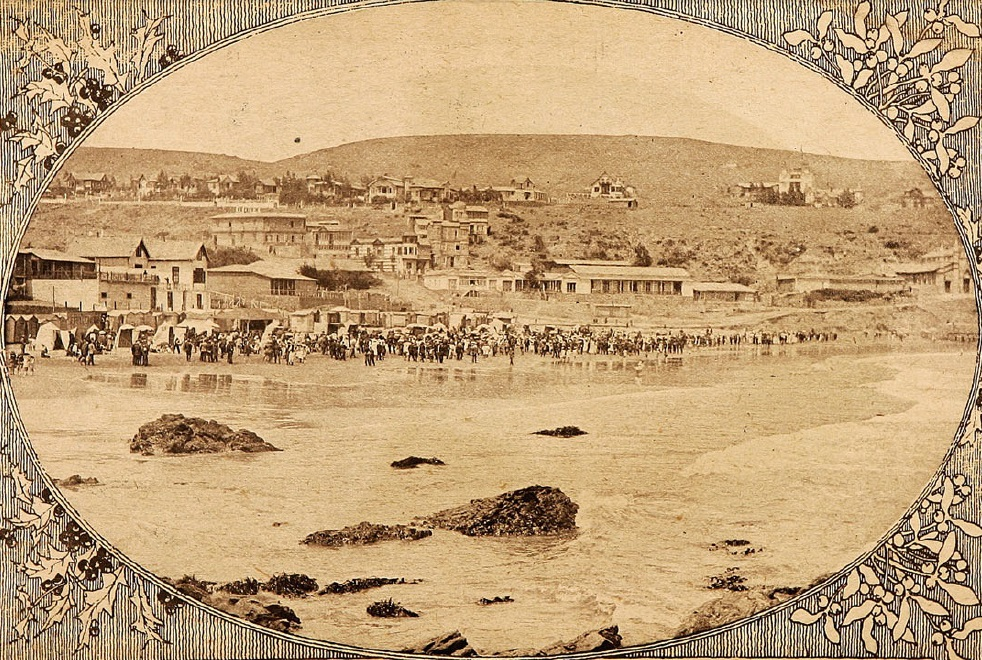
Playa Chica de Cartagena, Chile en 1917.

El aumento de la población en las playas de Cartagena, sobre todo en la época estival, hacen que Cartagena sea designada comuna el 10 de agosto de 1901, por bajo el Decreto Supremo N.º 1955 firmado por el entonces presidente Federico Errázuriz Echaurren. Se le asignó el territorio de la sexta subdelegación de la comuna de San Antonio, de la que Cartagena dependía antes. El 3 de mayo de 1903 se llevó a cabo la primera sesión del consejo municipal, donde se eligió a don Pedro Antonio Moyano como primer alcalde de la comuna. Aquella reunión se realizó al mediodía en casa de Domingo Hinojosa dado que no existía una sede municipal. Eduardo Barros y José del Carmen quedaron como segundo y tercer alcalde respectivamente, mientras que los regidores fueron Nicomedes Cartagena, José Luis Palominos, Manuel Olivares Farfán, Elías Romero y Santiago Álvarez; como candidato de la Policía de Seguridad de Cartagena se eligió a Samuel Robledo.
Según el censo de 1920, Cartagena tenía 1.147 habitantes y una población flotante de 3000 personas. El alumbrado público hasta 1913 eran los faroles, encendido por un farolero, pintoresco personaje colonial que lentamente iba con su largo gancho encendiéndolos uno a uno. Luego se usó el combustible —carburo o acetileno—, traído desde Santiago. La inauguración del alumbrado público fue en el Año Nuevo de 1914. El primer medio de transporte que se instaló fue la línea "Carritos de Sangre", sistema de coches a riel con trocha angosta tirado por caballos. Esta línea unía Cartagena, San Antonio y Las Cruces. El ferrocarril llegó a Cartagena en 1921, con lo que comenzó una etapa de masificación paulatina y el sobrepoblamiento en los meses de enero y febrero.

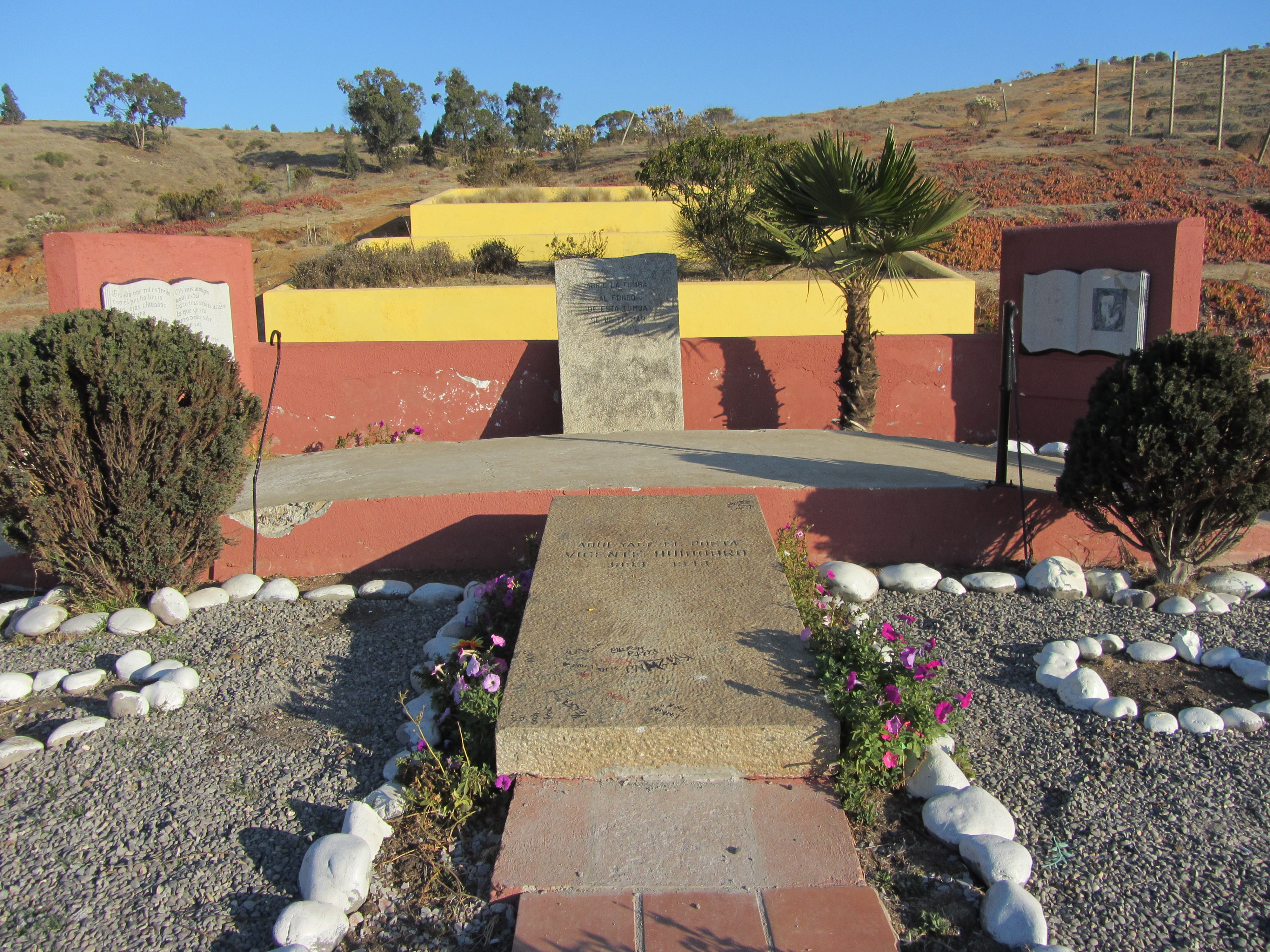
Tumba del poeta Vicente Huidobro

Como el tiempo, Cartagena fue perdiendo su condición de primer balneario del país —que pasaría a la zona de Viña del Mar y Reñaca— y la aristocracia del país escogería otros lugares de veraneo; sigue siendo, sin embargo, un baleario popular de Chile. 
El 23 de noviembre de 1999, el borde costero de Cartagena junto con el sector de la casa, parque y tumba de Vicente Huidobro fue declarado Monumento Nacional en la categoría Zona Típica por el decreto exento N°401.
Ha sido lugar de residencia y refugio de destacados artistas chilenos. Aquí pasó sus últimos años el pintor y escritor Adolfo Couve, que se suicidó en la casona Villa Lucía —hoy convertida en museo— el 11 de marzo de 1998. El poeta Vicente Huidobro murió en la casa que había heredado de su madre —actualmente el Museo Vicente Huidobro— y, de acuerdo a su voluntad, fue enterrado en la colina de atrás, mirando al mar. La tumba es Monumento Histórico por el decreto supremo n.º 171 del 2 de abril de 1992.

## Medio ambiente

### Geomorfología y componentes abióticos

Trazado simplificado de los ecosistemas y cuerpos de agua presentes en la comuna de Cartagena.

La comuna de Cartagena se encuentra emplazada en las unidades geomorfológicas de Planicie marina o fluviomarina y Cordillera de la costa; y presenta según la clasificación climática de Köppen clima mediterráneo de lluvia invernal (Csb), clima mediterráneo de lluvia invernal de altura (Csb (h)) y clima mediterráneo de lluvia invernal e influencia costera (Csb (i)). Esta además se halla entre las cuencas hidrográficas de Costeras entre el Río Aconcagua y Río Maipo y Río Maipo. Además, la comuna posee diversos cuerpos de agua, entre los que se destacan la Laguna Calenguado y Laguna Las mercedes.

### Componentes bióticos
Dentro del territorio de la comuna se pueden hallar los siguientes ecosistemas:
- Bosque esclerófilo mediterráneo costero donde predominan Cryptocarya alba y Peumus boldus (Vulnerable)
- Bosque esclerófilo mediterráneo costero donde predominan Lithrea caustica y Cryptocarya alba (Casi amenazado)
- Bosque espinoso mediterráneo costero donde predominan Acacia caven y Maytenus boaria (Vulnerable)

### Medidas de protección ambiental y conflictos socioambientales
Hasta 2022, la comuna de Cartagena cuenta con las siguientes zonas que cuentan con algún nivel de protección ambiental:
- Cerros limítrofes Melipilla-San Antonio (Sitios ERB)[13]
- Humedal Sistema Laguna y Estero Cartagena (Humedal urbano)[14]
- Laguna de Cartagena (Bien Nacional Protegido)[15]

## Administración

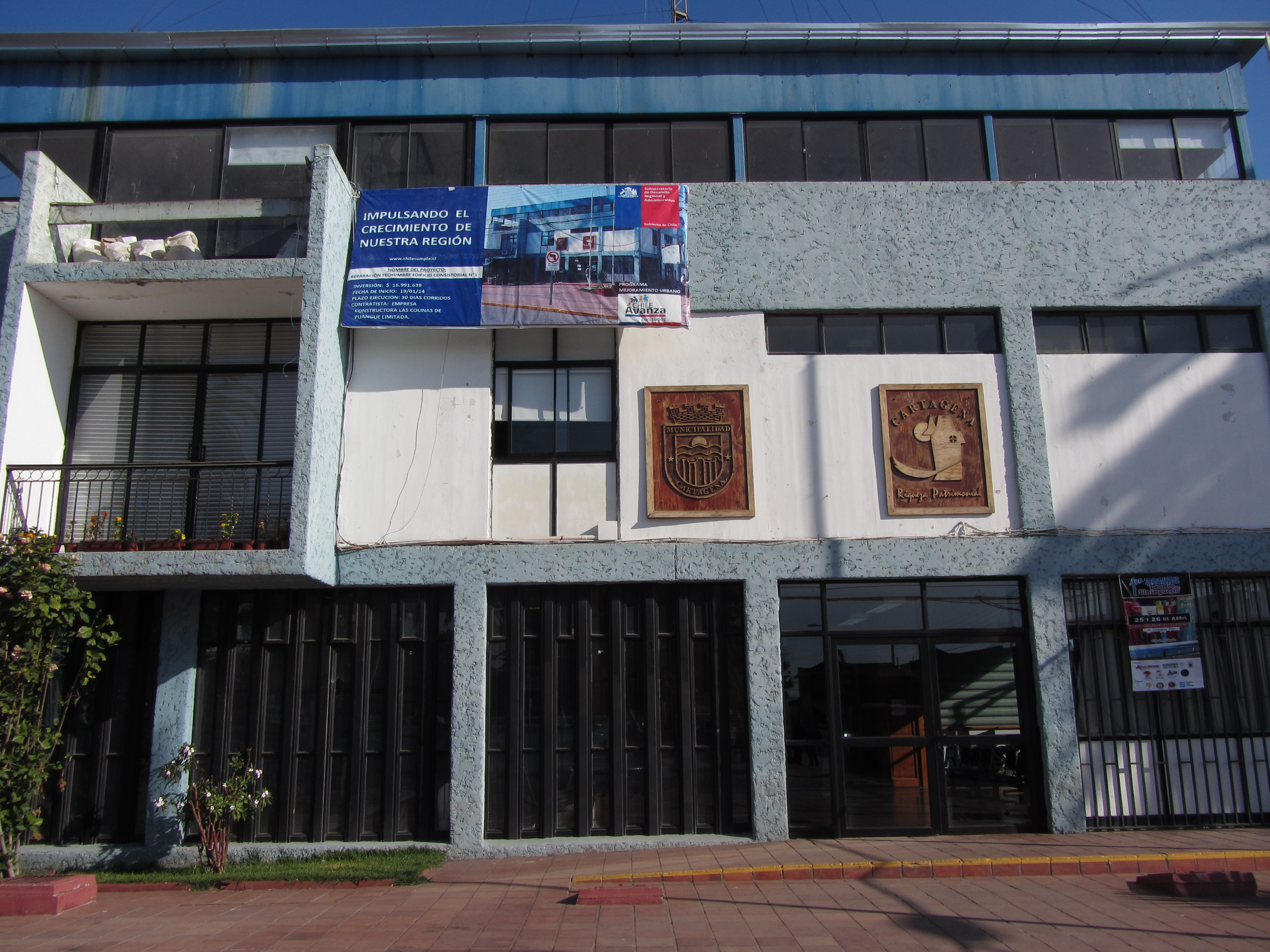
Municipalidad de Cartagena

La Municipalidad de Cartagena está dirigida (periodo diciembre 2024 - diciembre 2028) por la alcaldesa Lidia Silva García (Ind.UDI), y los concejales
- Myriam García Arévalo (Ind.UDI)
- Marco Verdala Urzúa (Ind.RN)
- Rodrigo García Tapia (PPD)
- Ángel Armijo Ampuero (Ind.PR)
- Pamela Álvarez Morales (FA)
- Jessica Palma Aravena (Ind.PPD)

### Representación parlamentaria
La comuna está representada en la Cámara de Diputados del Congreso Nacional por Luis Sánchez Ossa del Partido Republicano, Hotuiti Teao Drago y Andrés Celis Montt de la coalición Chile Vamos; Tomás Lagomarsino Guzmán y Tomás de Rementería Venegas del pacto Socialismo Democrático; Luis Cuello Peña y Lillo del Partido Comunista; y Camila Rojas Valderrama y Jorge Brito Hasbún del Frente Amplio; en el Senado la representan Francisco Chahuán Chahuán de RN, Ricardo Lagos Weber, del PPD, Isabel Allende Bussi del PS, Juan Ignacio Latorre Riveros de Revolución Democrática y Kenneth Pugh Olavarría, independiente pro RN.

## Economía
En 2018, la cantidad de empresas registradas en Cartagena fue de 261. El Índice de Complejidad Económica (ECI) en el mismo año fue de -0,1, mientras que las actividades económicas con mayor índice de Ventaja Comparativa Revelada (RCA) fueron Cría de Aves de Corral para Producción de Carne (129,82), Manipulación de la Carga (76,82) y Extracción de Piedra, Arena y Arcilla (60,72).

### Turismo

#### Cartagena

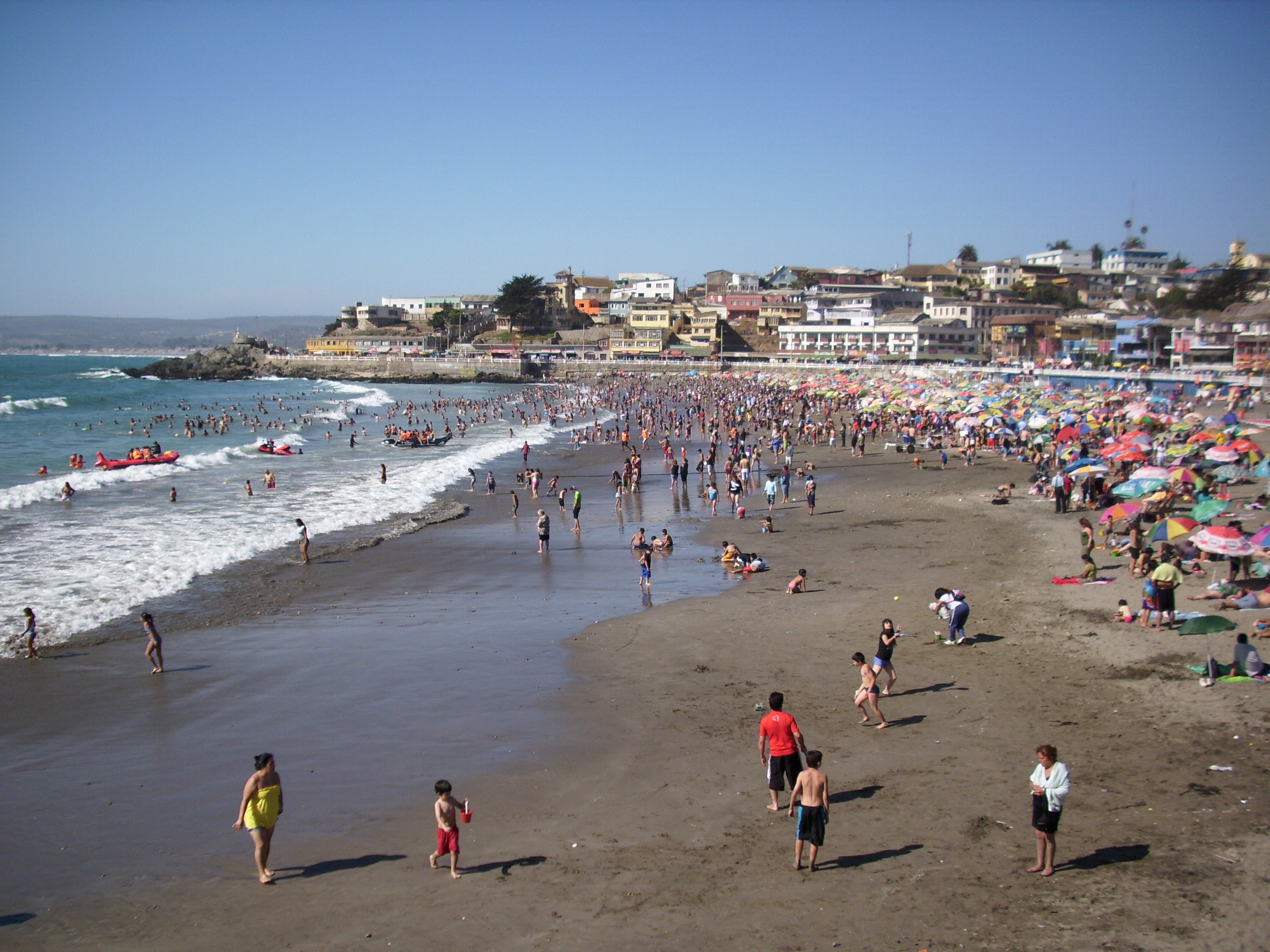
Playa Chica

La calidad de Cartagena como balneario ha permitido el desarrollo del turismo. La playa Grande, de arena fina y gris, posee 12 ha en una extensión de 1800 m y es a su largo que se encuentra el barrio gastronómico. La playa Chica tiene el mismo tipo de arena que la anterior y 12.180 m²; de oleaje suave, en los extremos hay roqueríos y está rodeada de anfiteatros naturales con construcciones antiguas elevadas en los cerros, destacando edificaciones que reflejan el pasado aristocrático del balneario como los castillos Förster y Ferreiro, la antigua estación de trenes y Casa Museo Vicente Huidobro, entre otros.

#### San Sebastián
Es un balneario a 2 km al norte, por la ruta G-98. De acuerdo con el acta municipal del año 1926, el propietario de la Población de San Sebastián era Alfredo Matte Besaure, quien aprobó entonces los planos para comenzar la construcción en sus terrenos. Este balneario se extiende entre la ruta costera de la playa y posee muchas calles que bajan a la orilla, entre casas y sindicatos de veraneo. Es el centro de veraneo institucional de las industrias, asociaciones y clubes deportivos, los cuales poseen casas de veraneo para sus miembros en este lugar. San Sebastián posee una extensa playa, rodeada de dunas de arena fina y gris. Su superficie es de 58.725 m² y limita con el estero de Cartagena. Sus suaves pendientes disminuyen la intensidad de los procesos erosivos. La temperatura registrada es de 15 °C y su costanera y calles albergan hermosas construcciones que ofrecen al turista y a los excursionistas realizar grandes caminatas y paseos.

#### Costa Azul
Ubicado a 3 km del centro de Cartagena y uno al norte de San Sebastián, este balneario posee una larga costanera a orillas de la playa. Cuenta con hoteles y hosterías y durante el verano se instalan juegos de entretención electrónicos. Su costanera y calles albergan hermosas construcciones que invitan al turista a realizar paseos. La superficie de su playa es de 3,99 ha. Su pendiente es suave y pintoresca, con una temperatura media de 15 °C. Presenta una rica fauna marina que se puede apreciar a orillas de la playa tales como el juguetón zarapito, pato yeco, pelícano, gaviotas, pato jergón y garzas provenientes de la laguna de San Sebastián. Su vegetación circundante se encuentra principalmente bordeando la laguna del estero de Cartagena. Su arena es fina y gris proveniente de la Cordillera de la Costa. Se encuentra rodeada de una pintoresca costanera que la une con el balneario de San Sebastián.

#### Lo Abarca
A 7 km de Cartagena, data del año 1726 y se accede por el camino San Sebastián. Estas tierras le correspondieron por herencia a una de las hijas de Juan Cartagena, Agustina, casada con el capitán Juan de Lo Abarca. Se ubica en una posición estratégica, en el centro de un fértil valle, entre los cordones montañosos de la cordillera de la costa. Por este pueblo cruzaban los caminos que unían Valparaíso con Santiago, vía Casablanca, Lagunillas, El Rosario, Lo Abarca, Lo Zárate, Leyda y Melipilla. Este era un sitio donde desde fines del siglo XVII, las diligencias que hacían el recorrido entre Santiago y Valparaíso cambiaban los caballos y los pasajeros descansaban, comían e incluso pernoctaban por razones climáticas. A mediados del siglo XIX se convierte en un importante centro agrícola y ganadero, era un pueblo con buenas posadas, caballerizas, actividad social y religiosa. Pasando luego a ser el centro administrativo, educacional, eclesiástico y económico de Cartagena. La principal actividad económica de Lo Abarca es la agricultura, famosa por sus lechugas, frutillas y la creciente actividad vitivinícola (viñas como Casa Marín y Majestic Vineyards). El terremoto que azotó la zona en 1906, destruyó la mayor parte de este pueblo, produciéndose una migración hacia la comuna de Cartagena.

#### Lo Zárate
Aldea ubicada a unos dos kilómetros al este de Lo Abarca; cuenta con unos 300 habitantes y comparte la misma zona agrícola que este. Lo Zárate era paso obligado de campesinos hacia Valparaíso para trasladar y comercializar sus productos, lo que lo convirtió, junto con la cuesta, en parte de una ruta patrimonial, incluida la tradicional peregrinación al Santuario de la Virgen de Lo Vásquez.

#### Pelancura
Es un balneario ubicado 1 kilómetro al sur por el camino a San Antonio.

## Televisión
La comuna cuenta con el canal Girovisual Televisión (canal 7 en señal abierta y 101 en VTR), que está asociado con CNN Chile. Sus departamentos de prensa están ubicados en Isla Negra y su señal es de cobertura provincial abarcando desde Algarrobo hasta Santo Domingo; otro canal es el Litoral de los Poetas, con su señal número 29.
Canales de libre recepción:
- 8.1 (TDT) Chilevisión
- 8.2 (TDT) UChile TV
- 10.1 (TDT) Canal 13
- 12.1 (TDT) TVN
- 12.2 (TDT) NTV
- 50.1 (TDT) TV Costa
- 50.2 (TDT) High Music
- 50.3 (TDT) VTV

## Deportes

### Fútbol, básquetbol y tenis
La comuna de Cartagena ha tenido a dos clubes participando en los Campeonatos Nacionales de Fútbol en Chile.
- Sportivo Cartagena (tercera división 1983-1987).
- Litoral Cartagena (tercera división B 2018).

Además, el Sportivo de Cartagena cuenta con un equipo de basquetball y uno de tenis femenino.

### Automovilismo
Es uno de los eventos que atrae más aficionados después del fútbol, se vienen realizando carreras desde fines de los años 80s. Entre los años 90 y principios de la década del 2000, una de sus categorías fuertes era el "Citrocross", después fueron los Fiat 600 y desde mediados de la década del 2010, los Turismo 1600 c.c, organizado por el Club de Automovilismo Deportivo de Cartagena (o CAD Litoral como es en la actualidad). El automovilismo en Cartagena ha tenido distintos lugares donde se ha practicado, a principios de los 90s, se realizaba en las canchas del Club Deportivo New Life, a fines de los 90s, en el sector donde comienza la variante San Sebastián (actual ubicación del terminal de buses). Desde 2000 a 2011, en el sector de Altos de Cartagena donde está la entrada que desemboca a la avenida Cartagena y la plaza de esta. Desde 2015 a la actualidad, se vienen realizando las competencias en el sector de Quillaycillo.